# Lijst van heren van Heinsberg
In deze lijst staan de heren en vrouwen van de heerlijkheid Heinsberg vermeld. Door het huwelijk van Elizabeth, dochter van Johanna Van Loon-Heinsberg, met Willem van Gulik werden de hertogen van Gulik ook heer van Heinsberg.
| Heer                                 | Periode    | Opvolging   | Opmerkingen | Wapen |
| ------------------------------------ | ---------- | ----------- | --- | ----- |
| Gosewijn I van Valkenburg-Heinsberg  | 1082-1106  |             | Heer van Heinsberg. Vanaf 1119 wordt hij in de bronnen geduid met de toevoeging de castello Falcomonte, 'van het kasteel Valkenburg'. |       |
| Gerard I van Heinsberg               | 1106-1128? | broer       | Heer van Heinsberg. |       |
| Gerard II van Heinsberg              | 1128?-1129 | neef        | Zoon van Gosewijn I. Heer van Heinsberg. |       |
| Gosewijn II van Valkenburg-Heinsberg | 1129-1168  | broer       | Zoon van Gosewijn I. Heer van Heinsberg en Valkenburg. |       |
| Siegfried van Heinsberg?             | 1168-?     | neef        | Zoon van Gerard I of II. Heer van Heinsberg. |       |
| Godfried van Heinsberg               | 1189?      | oom         | Zoon van Gosewijn II. |       |
| Mechtilde van Heinsberg?             | 1189?      | zuster      | Dochter van Gosewijn II. |       |
| Dedo III van Lausitz?                | 1189-1190? | echtgenoot  | Echtgenoot van Mechtilde. |       |
| Adelheid van Heinsberg               | 1190-1207  | achternicht | Nicht van Gosewijn III. Vrouwe van Heinsberg |       |
| Dirk I van Kleef-Heinsberg           | 1200-1227  | schoonzoon  | Graaf en heer van Heinsberg en Valkenburg. Erfde dit via moeder Adelheid. Huwde met Isalda van Limburg, dochter van Hendrik III hertog van Limburg, grootmoeder van Mathilde van Sponheim en een zus van Jutta van Limburg gehuwd met Gosewijn IV van Heinsberg en Valkenburg, (kinderloos). |       |
| Hendrik van Sponheim-Heinsberg       | 1227-1258  | zoon        | Graaf en heer van Heinsberg, Freusburg, Löwenberg, Blankenberg, Saffenberg. |       |
| Dirk II van Heinsberg                | 1258-1303  | zoon        | Heer van Heinsberg, Blankenberg. Erfpretendent van Limburg (1283-1289). Kocht in 1282 de residentie van de heren van Millen nabij Sittard/Nieuwstadt. |       |
| Godfried I van Heinsberg             | 1303-1331  | zoon        | Heer van Heinsberg, Blankenberg. Liet kasteel Daelenbroeck bouwen in de huidige gemeente Roerdalen. |       |
| Dirk III van Loon-Heinsberg          | 1331-1361  | neef        | Graaf van Loon en Chiny (1336-1361), heer van Heinsberg en Blankenberg. Hij zou de laatste graaf van het graafschap zijn. Zijn enige zoon Godfried van Loon-Heinsberg sneuvelde in 1342, waarmee het geslacht Heinsberg uitstierf. |       |
| Godfried II van Dalenbroek           | 1361-1395  | neef        | Hij was de zoon van Jan I van Dalenbroeck. Heer van kasteel Dalenbroeck. Heer van Heinsberg, Löwenberg en Blankenberg. Erfpretendent van het graafschap Loon en Chiny. Kortstondig graaf van Chiny. Ging zich met toestemming van het prinsbisdom Luik van Loon-Heinsberg noemen. Huwde Philippa van Julich, erfdochter van een kwart Gulik. Zijn wapen met de witte leeuw van Limburg is terug te vinden als wapen van de huidige gemeente Roerdalen. |       |
| Jan II van Loon-Heinsberg            | 1395-1438  | zoon        | Heer van Heinsberg, Löwenberg, Millen, Dalenbroeck en een kwart van Gulik (gouverneur van Limburg en stadhouder van het Land van Valkenburg). Maria van Loon-Heinsberg, oudste dochter uit zijn tweede huwelijk met Anna van Solm, huwde op 7 februari 1440 te Diest (Brabant) met Johan van Nassau-Dillenburg. Maria overleed als laatste telg uit het geslacht Heinsberg-Sponheim in 1502. Ze erfde in 1468 de residentie van de heren van Millen (onder Nieuwstadt in de tegenwoordige Nederlandse provincie Limburg), maar verruilde deze in 1499 voor het Brabantse Diest. |       |
| Jan III van Loon-Heinsberg           | 1438-1443  | zoon        | Heer van Heinsberg en Löwenberg. Heeft Jan van Heinsberg als broer en Maria van Loon-Heinsberg als zus |       |
| Jan IV van Loon-Heinsberg            | 1443-1448  | zoon        | Heer van Heinsberg, Diest. Huwde met Johanna van Diest. |       |
| Johanna van Loon-Heinsberg           | 1448-1469  | erfdochter  | Erft Heinsberg, Geilenkirchen, Daelenbroeck, Millen, Diest, enz. Huwde met Johan II van Nassau-Saarbrücken. |       |